# Meunasah Tunong (Peudada)
Meunasah Tunong is een bestuurslaag in het regentschap Bireuen van de provincie Atjeh, Indonesië. Meunasah Tunong telt 893 inwoners (volkstelling 2010).